# Rødvig
Rødvig er en fiskerby syd for Stevns Klint på Sydsjælland med 1.844 indbyggere  (2025). Byen tilhører Lille Heddinge Sogn, Stevns Kommune, Region Sjælland.
Rødvig har en af regionens største fiskerihavne kombineret med en lystbådehavn. Havnen ligger ved foden af en stejl 9 meter høj klint af moræneler.
Ved Rødvig Havn ligger Rødvig Skibsmotormuseum.
Mellem Rødvig og Højerup mod nord, ligger Stevnsfortet.

## Historie
Rødvig udviklede sig ved den (da nedlagte) Rødvig Skanse, hvor Stevns Klint ender ved sognets sydvestgrænse.
I midten af 1800-tallet nævnes Rødvig som udskibningssted for Store Heddinge "benævnet Plus efter de umiddelbart dertil stødende Plukhuse i Nabosognet Havnelev, Toldcontrolleurbolig og Pakhuus samt en Kro og 8 Huse". I årene 1847-1849 opførtes en mole, i 1859-60 udvidet til en havn tilhørende Gjorslev gods og anlagt af kammerherre P.B. Scavenius.
Rødvig havde i 1870 97 indbyggere, i 1880 157 indbyggere.
Omkring 1870 havde Rødvig kornmagasin, havn (12 fod dyb) med fyr, en cementfabrik, kalkovn, en ovn til at brænde "Klintesteen", toldassistent- og havnefogedbolig, kro og arbejderbolig for 12 familier. Havnen led meget ved Stormfloden 1872.
I 1879 anlagdes Østbanen, der forbandt Rødvig med Store Heddinge. Banen forløb parallelt med Lejdebæk.
Ved århundredeskiftet havde Rødvig ladeplads kul- og kornmagasiner, flere industrielle forretninger og fabrikker, deriblandt en da atter nedlagte cementfabrik, der tillige var kemisk fabrik (og som hørte under Gjorslev Gods), gæstgiveri, forsamlingshus ("Harmonien"), den var endestation for sidebanen Haarlev-Rødvig af den østsjællandske jernbane (i driftsåret 1895—96 befordredes der til Rødvig 4.989 og fra Rødvig 4.150 Personer; totalvægten af gods med mere var: ankommet 46.511, afgået 71.957 cntr.), telegraf- og telefonstation, strandkontrolsted og havn.
I første halvdel af det 20. århundrede voksede Rødvig kun langsomt: 224 indbyggere i 1906, 241 i 1911, 295 i 1916, 401 i 1921, 642 i 1925, 626 i 1930, 649 i 1935, 766 i 1950 og 831 i 1955.
I anden halvdel af det 20. århundrede udviklede området sig til et større boligområde (Skørpinge Strand), der blev opført et plejehjem, og havnen blev udvidet under omdannelse til lystbådehavn.
- Benjamin Olsen 1919 - Badebro ved Rødvig
- Gammel flintovn ved havnen, der fungerer som byens sømærke[7]